# Euphaedra (Euphaedra) sarcoptera
Euphaedra (Euphaedra) sarcoptera es una especie de  Lepidoptera de la familia Nymphalidae,  subfamilia Limenitidinae, tribu Adoliadini, pertenece al género Euphaedra, subgénero (Euphaedra).

## Subespecies
- Euphaedra (Euphaedra) sarcoptera sarcoptera
- Euphaedra (Euphaedra) sarcoptera nipponicorum (Carcasson, 1965)
- Euphaedra (Euphaedra) sarcoptera cyparissoides (Hecq, 1979)
- Euphaedra (Euphaedra) sarcoptera styx (Larsen & Warren-Gash, 2003)

## Localización
Esta especie de Lepidoptera y las subespecies, se encuentran localizadas en Tanzania, Nigeria y África ecuatorial. 